# Суслов, Александр Алексеевич
Александр Алексеевич Суслов (1807—1877) — русский генерал-лейтенант, участник Кавказской войны.

## Биография
Александр Суслов родился в 1807 году. Образование получил домашнее и около 17-ти лет был определён на службу в Сенат, подканцелярским чиновником, но через год (в 1825 году) поступил в кавалерию, где оставался до получения чина капитана, с которым вышел в отставку. 
В 1842 году был снова принят на службу и назначен на Кавказ, где через некоторое время получил в командование Гребенской казачий полк. Постоянная борьба с народами Чечни и Дагестана позволили ему обнаружить личную храбрость и качества распорядительного боевого командира, и в 1847 году он был назначен начальником Сунженской линии. За отличие против горцев 9 августа 1846 года А. А. Суслов был награждён орденом Святого Георгия 4-й степени (№7531 по кавалерскому списку Григоровича — Степанова).

Произведённый в 1850 году в генерал-майоры, Суслов получил бригаду в 21-й пехотной дивизии, а через два года назначен начальником Эриванского отряда, с которым во время Восточной войны принимал участие в осаде Карса и даже переходил Саганлуг. 
В 1851 году участвовал в битве у Шиляги.
В 1858 году произведён в генерал-лейтенанты и два года спустя по расстроенному здоровью перечислен в запасные войска. В 1873 году ему пожалован земельный участок на Кавказе в 500 десятин.
Александр Алексеевич Суслов умер 16 сентября 1877 года.